# Mednafen
Mednafen est un émulateur pour diverses consoles de jeu vidéo, distribué sous licence libre. Il utilise OpenGL et SDL.

## Systèmes supportés
| Système                                | Basé sur le code de                            |
| -------------------------------------- | ---------------------------------------------- |
| Lynx                                   | Handy                                          |
| Game Boy Advance                       | VisualBoyAdvance                               |
| Game Boy et Game Boy Color             | VisualBoyAdvance                               |
| Neo-Geo Pocket et Neo-Geo Pocket Color | Neopop                                         |
| Nintendo Entertainment System          | FCE Ultra                                      |
| Super Nintendo                         | bsnes                                          |
| Virtual Boy                            | Original. Noyau NEC V810 basé sur Reality Boy. |
| PC-Engine et SuperGrafX                | Original. Interface CD-ROM basée sur PC2e.     |
| PC-FX                                  | Original. Noyau NEC V810 basé sur Reality Boy. |
| WonderSwan Color                       | Cygne                                          |
| Mega Drive                             | Genesis Plus par Charles MacDonald             |
| Master System et Game Gear             | SMS Plus par Charles MacDonald                 |
| Sega Saturn                            | Original                                       |
| PlayStation                            |                                                |

## Architecture parprocessus légers
Mednafen utilise des processus légers de manière simple, mis à part ceux créés par la SDL pour les chronomètres et le son. Il gère le redimensionnement vidéo et l'affichage de sprites sur le périphérique vidéo dans un processus léger, et la véritable émulation du système et la sortie du son dans un autre. Cette configuration est légèrement avantageuse, selon les réglages de l'utilisateur, en utilisant des systèmes SMP. Elle simplifie également l'architecture du programme dans le sens où l'émulation et la sortie du son peuvent facilement continuer de manière ininterrompue même si une opération d'affichage prend un temps trop long, comme c'est le cas quand l'affichage est synchronisé avec le vertical blank.

## Interfaces graphiques

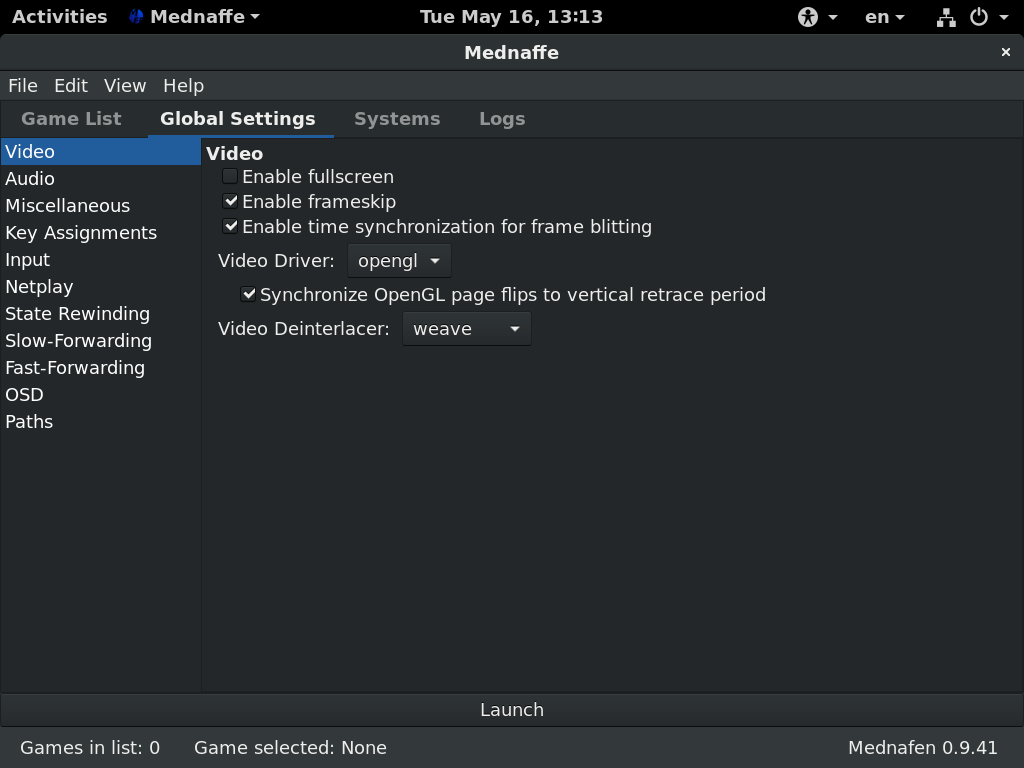
Mednaffe v0.8.4 sous Debian

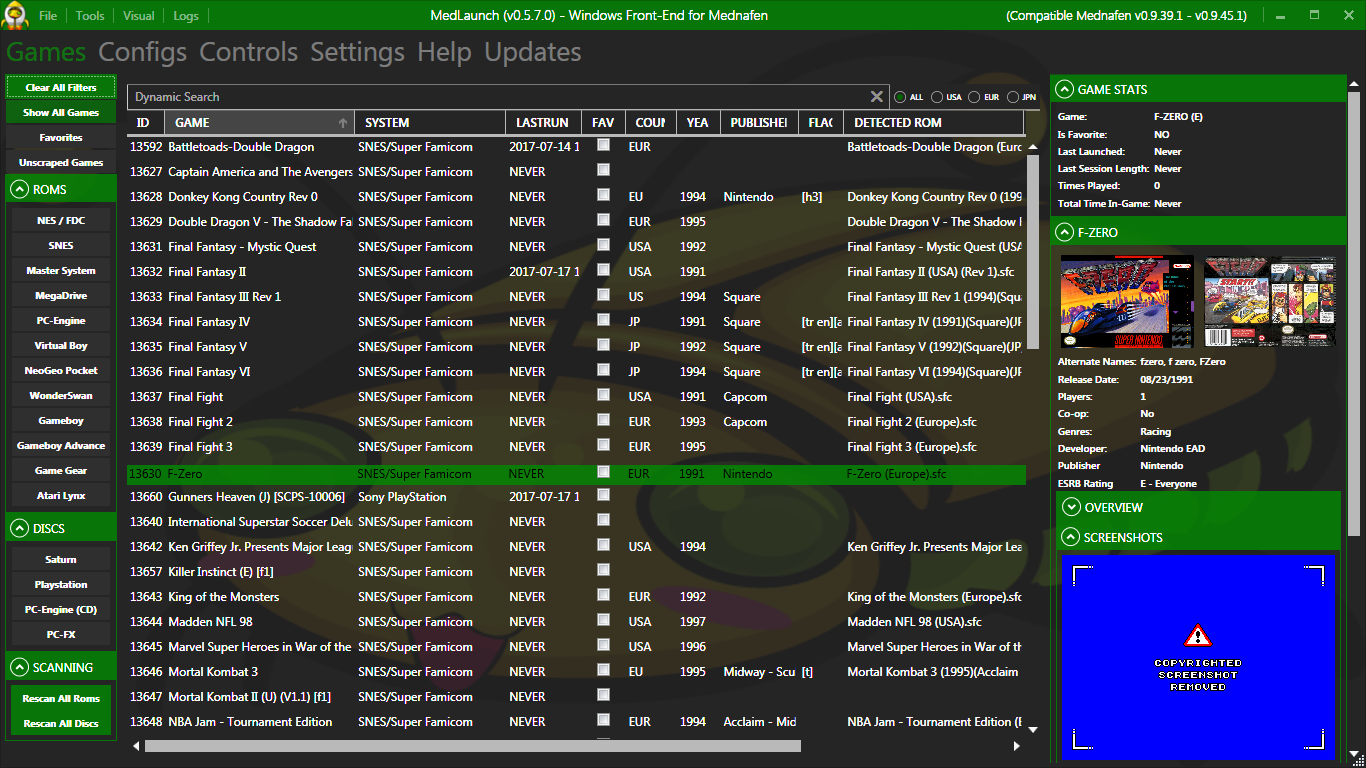
MedLaunch v0.5.7.0 lancé sous Windows 7

Plusieurs interfaces graphiques pour Mednafen sont activement développées.
| Nom de l'interface | Système d'exploitation | Description | Dépôt | Licence        |
| ------------------ | ---------------------- | --- | ----- | -------------- |
| Mednaffe           | Linux et Windows       | Mednaffe est écrite en C et utilise GTK. Elle permet de configurer toutes les options de Mednafen et fournit des fonctionnalités simples pour la gestion des jeux,.                                                                          |       | GNU GPL-3.0    |
| MedLaunch          | Windows                | MedLaunch est écrite en C# WPF avec .NET 4.5.2. Elle permet de configurer toutes les options et contrôleurs de Mednafen. Elle inclut une bibliothèque dynamique des jeux avec recherche de fichiers DAT et extraction de contenus en ligne,. |       | Licence MIT    |
| MedGui Reborn      | Windows                | MedGui Reborn est écrite en Visual Basic .NET avec .NET Framework 2.0. Elle supporte toutes les options de Mednafen, inclut de nombreux utilitaires pour les jeux et facilite la mise en place de sessions de jeu en ligne,                  |       | Domaine public |
| MedSat             | Windows                | MedSat supporte uniquement l'émulation de la Sega Saturn. |       | ?              |